# Kuntarimari
Kuntarimari (in siciliano: Racconti del mare) è il secondo album registrato in studio del gruppo musicale Agricantus by Tonj Acquaviva, con edizioni Warner Music Group Spagna/Discmedi.
L'album è un concept sull'elemento acqua-mare e ospita diversi artisti internazionali.

## Tracce
1. Bosforo  - 5:04 (Tonj Acquaviva)
2. Kuntarimari - 5:15 (Tonj Acquaviva - Rosie Wiederkehr)
3. Sema Simdi - 4:09 (Tonj Acquaviva - Lutte Berg - Onur Erbas)
4. Divinità - 4:44 (Tonj Acquaviva - G. Giacalone (Jaka)
5. Haka - 4:15 (Tonj Acquaviva - Rosie Wiederkehr)
6. Water circle - 4:56 (Tonj Acquaviva - Rosie Wiederkehr)
7. Suk - 4:33 (Tonj Acquaviva - Lutte Berg)
8. Waiora - 5:28 (Tonj Acquaviva - Tamar McLeod Sinclair)
9. Les aigües - 5:09 (Tonj Acquaviva - Rosie Wiederkehr)
10. Tethys - 5:01 (Tonj Acquaviva - Rosie Wiederkehr)